# دوغ بيرد (لاعب كرة قاعدة أمريكي)
دوغ بيرد (بالإنجليزية: Doug Baird)‏ هو لاعب كرة قاعدة أمريكي، ولد في 27 سبتمبر 1891 في سانت تشارلز في الولايات المتحدة، وتوفي في 13 يونيو 1967 في توماسفيل في الولايات المتحدة.

## وصلات خارجية
- دوغ بيرد (لاعب كرة قاعدة أمريكي) على موقعبيزبول رفرنس.كوم (الدوري الرئيسي) (الإنجليزية)
- دوغ بيرد (لاعب كرة قاعدة أمريكي) على موقعبيزبول رفرنس.كوم (الدوري الثانوي) (الإنجليزية)